# Tête à Pierre Grept
Tête à Pierre Grept är en bergstopp i Schweiz. Den ligger i distriktet Aigle och kantonen Vaud, i den sydvästra delen av landet, 80 km söder om huvudstaden Bern. Toppen på Tête à Pierre Grept är 2 903 meter över havet.